# Соболины
Соболины — деревня в Сандовском муниципальном округе Тверской области России. 

## География
Деревня расположена близ автодороги 28К-0807 Устюжна — Хабоцкое в 3 км к востоку от центра муниципального округа посёлка Сандово. 

## История
В 1818 году на погосте Соболины была построена каменная Покровская церковь с 3 престолами, в 1845 году построена каменная Димитриевская церковь, метрические книги с 1790 года, в 1859 году севернее Успенской церкви построена еще одна каменная церковь. 
В конце XIX — начале XX века погост Соболины входил в состав Щербовской волости Весьегонского уезда Тверской губернии. 
С 1929 года деревня являлась центром Соболинского сельсовета Сандовского района Бежецкого округа Московской области, с 1935 года — в составе Калининской области, с 2005 года — центр Соболинского сельского поселения, с 2020 года — в составе Сандовского муниципального округа. 
По данным на 1997 год в деревни существовали 97 хозяйств и проживало 246 человек. 

## Население
| 1859 | 1997 | 2010 |
| ---- | ---- | ---- |
| 74   | ↗246 | ↘243 |